# 高川晶
高川 晶（たかがわ しょう、1949年（昭和24年） - ）は、日本の実業家。タカガワ会長。元学校法人山口高川学園理事長。慶應義塾大学退学。名古屋大学法学部卒業。香川大学医学部退学。

## 経歴
慶應義塾大学を退学後、名古屋大学法学部を卒業。名古屋大学卒業後は再び香川大学医学部に入学。医学部在学中に塾のアルバイトをしていたことがきっかけで、香川大学を退学し塾経営者となる。
1985年（昭和60年）に株式会社タカガワを設立。2006年（平成18年）には民事再生手続中の多々良学園を買収し学校法人山口高川学園の理事長に就任。2023年（令和5年）、徳島市制功労者に表彰される。

## 受賞歴
- 徳島市政功労者 - 2023年